# Oliarus consimilis
Oliarus consimilis är en insektsart som beskrevs av Giffard 1925. Oliarus consimilis ingår i släktet Oliarus och familjen kilstritar. Inga underarter finns listade i Catalogue of Life.